# Détroit Yiergyn
Le détroit Yiergin est un détroit maritime situé à l'est de la péninsule Tchouktche (Sibérie extrême orientale). Séparant les îles Arakamchechen au nord et Yttygran au sud, il connecte les eaux de la mer de Béring à l'est et du détroit Seniavine à l'est. 

## Géographie
Le détroit Yiergin est un détroit à l'est de la péninsule Tchouktche.
Le détroit permet le passage entre le détroit Seniavine (ouest) et la mer de Béring (est). Le bras de mer est encadré au nord par l'île Arakamchechen et au sud par l'île Yttygran. 